# Upper Arlington
Upper Arlington é uma cidade localizada no estado norte-americano do Ohio, no Condado de Franklin.

## Demografia
Segundo o censo norte-americano de 2000, a sua população era de 33.686 habitantes.
Em 2006, foi estimada uma população de 31.326, um decréscimo de 2360 (-7.0%).

## Geografia
De acordo com o United States Census Bureau tem uma área de 25,4 km², dos quais 25,3 km² cobertos por terra e 0,1 km² cobertos por água.

## Localidades na vizinhança
O diagrama seguinte representa as localidades num raio de 8 km ao redor de Upper Arlington.